# Ligne de Saint-Mariens - Saint-Yzan à Blaye
La ligne de Blaye à Saint-Mariens - Saint-Yzan est une ligne ferroviaire non électrifiée du sud-ouest de la France (département de la Gironde), à écartement standard et à voie unique. Elle reliait la gare de Blaye à celle de Saint-Mariens - Saint-Yzan, en desservant notamment Saint-Savin, Saint-Christoly-de-Blaye, Les Erits-Saint-Girons, Berthenon-Berson, et Cars - Saint-Paul.
Bien que fermée au trafic, la voie n'a pas été déposée.

## Histoire
La ligne trouve ses origines dans le besoin de raccorder la ville de Blaye à ligne Bordeaux-Nantes dans les années 1860. Après de nombreux désaccords, et pour répondre aux besoins et injonctions de pouvoir rejoindre Coutras et Jonzac, la jonction est décidée à Saint-Mariens, alors que Montendre et Cavignac étaient également en lice.
Ce choix est également dicté par les besoins du ministère de la Guerre, qui a le besoin de relier la Citadelle de Blaye et ses garnisons de la meilleure manière à une ligne ferroviaire importante.
Une convention du 18 juillet 1868 concède à la Compagnie des Charentes la construction de la ligne. Après de nombreuses tergiversations sur le choix d'un des trois tracés proposés, la ligne de 24,5 km est inaugurée le 16 octobre 1873. En mai 1878, la compagnie est déclarée en faillite, puis rachetée par l'État et de fait intégrée dans la Compagnie de l'Ouest/État. 
La gare de Blaye est alors construite sur un modèle simple, car les autorités de l'époque souhaitent disposer d'un bâtiment aisément démolissable en cas de perte de la citadelle. Sa construction volontairement légère en fait une structure trop fragile qu'il faudra reconstruire dès 1897.

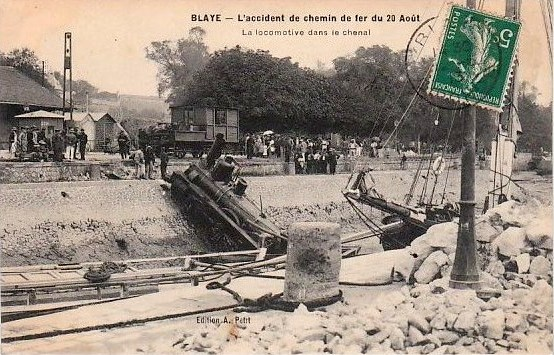
Conséquences de l'accident du 20 août 1911

Le 20 août 1911 un accident ferroviaire se produit dans la gare de Blaye. Une locomotive déraille et plonge dans le canal voisin.

## Circulation
Quatre trains quotidiens permettent aux voyageurs de rejoindre Saint-Mariens, gare à partir de laquelle ils peuvent rejoindre Bordeaux, Libourne, Coutras, mais encore Châteauneuf-sur-Charente ou Nantes. Malgré cela, le mécontentement est grandissant tant du côté des usagers que de la mairie de Blaye, notamment en raison des horaires inadaptés aux besoins et aux temps de trajet trop long pour rejoindre les principales villes desservies. Dans les années 1930, l'automobile et l'autocar sont en plein essor, et l'utilisation de locomotives à vapeur pour un trafic omnibus sur cette petite ligne n'est pas étranger à son déclin. En conséquence, il fut décidé en 1937 de muter des autorails à moteur Diesel Renault type TE. À la fin de l'année, quatre d'entre eux seront en service, puis en 1938 dix exemplaires en tout seront affectés à la ligne Blaye - Coutras via Saint-Mariens - Saint-Yzan, en effectuant jusqu'à quatre allers-retours quotidiens. 

## Arrêt de l'activité
Lors de la constitution de la SNCF, de nombreuses lignes jugées peu rentables sont abandonnées ou fermées partiellement. C'est le cas pour la ligne de Blaye à Saint-Mariens - Saint-Yzan à partir du 5 décembre 1938, qui n'est plus parcourue que par un trafic de fret de façon sporadique,, et ce malgré le renfort de quelques autorails pour les liaisons omnibus. Une circulation provisoire de voyageurs reprendra toutefois en septembre et octobre 1939 à la suite de la déclaration de guerre, cette dernière nécessitant la réquisition de la majorité des autobus disponibles.
Le transport de marchandises offrira encore quelques circulations sur cette ligne, notamment en raison de la présence du port de Blaye, et la traction thermique se substituera à la vapeur dans les années 1950. L'implantation d'une grande société de stockage et d'entreposage (Société d'Exploitation MAritime BLAyaise - SEMABLA) en 1969 redonnera même un regain d'activité pendant presque trois décennies, celle-ci disposant même d'un ITE.
L'explosion dramatique des silos à grain de la société SEMABLA de Blaye le 20 août 1997 scellera le sort de la ligne. Malgré la reconstruction du site, sa remise aux normes et la reprise de son activité, le transport des céréales est intégralement transféré par voie routière. La voie est fermée à toute circulation en 2004, mais reste toutefois conservée.
La ligne constitue un potentiel pour une liaison TER Blaye-Bordeaux souhaitée par plusieurs associations,. 

## Commémoration
En 1973, une grande fête populaire est organisée pour célébrer le centenaire de la ligne. Un train formé par une BB 67000 et 10 voitures circule à l'occasion d'une marche spéciale. Par ailleurs, une des locomotives à vapeur emblématiques de cette ligne (la 2029 « Parthenay ») est aujourd'hui préservée au musée ferroviaire de Mulhouse ,.